# Hesteel Group
Hesteel Group Company Limited, познат и само као Hesteel Group, кинески је конгломерат за производњу гвожђа и челика. До 2016. године носио је назив Hebei Iron and Steel Group Co., Ltd. или HBIS. Други је по величини произвођач челика у свету, мерено производњом сировог челика (иза европско-индијског конгломерата ArcelorMittal).